# Leofa thompsoni
Leofa thompsoni är en insektsart som beskrevs av James Norman Zahniser 2008. Leofa thompsoni ingår i släktet Leofa och familjen dvärgstritar. Inga underarter finns listade i Catalogue of Life.